# Петер Керте
Петер Керте (нім. Peter Körte; 26 червня 1896, Берлін — 13 січня 1947, Білефельд) — німецький воєначальник, генерал-майор вермахту. Кавалер Лицарського хреста Залізного хреста.

## Біографія
11 грудня 1914 року вступив в 3-й піший гвардійський полк. Учасник Першої світової війни. 5 березня 1915 року перевелений в 53-й резервний піхотний полк, командир взводу, потім — роти. 7 січня 1919 року демобілізований. 15 лютого 1919 року повернувся в армію і був зарахований в 1-й гвардійський резервний полк. 10 липня 1919 року перейшов в стрілецький полк «Балтія», 1 січня 1920 року — в 1-й батальйон 6-го морського полку, 24 червня 1921 року — в 5-му батальйоні берегової оборони 3-ї морської бригади Вільфріда фон Левенфельда. 5 вересня 1921 року звільнений у відставку.
1 січня 1922 року вступив в охоронну поліцію Берліна. 1 липня 1924 року переведений в охоронну поліцію Білефельда. З 21 квітня по 25 липня 1925 року пройшов присокрений курс оберлейтенанта поліції у вищому поліцейському училищі Айхе, з 2 жовтня по 6 листопада 1925 року — курс фізичної підготовки в поліцейському училищі Шпандау. З 1 грудня 1927 року — інструктор поліцейського училища Гільдесгайма. З січня по 3 лютого 1934 року перебував на тактичних курсах армії в Зеннелагері, з 5 по 24 лютого 1934 року — на спеціальному тактичному курсі у вищому поліцейському училищі Айхе. 1 липня 1934 року переведений в поліцію Везермюнде, 8 грудня 1934 року — в поліцію Альтони. З 18 січня по 1 лютого 1935 року і з 1 липня 1935 року — заступник командира поліції Альтони. 15 жовтня 1935 року перейшов у вермахт і призначений командиром роти 5-го, 6 жовтня 1936 року — роти 25-го, 12 жовтня 1937 року — допоміжного батальйону 96-го піхотного полку.
З 10 листопада 1938 року — командир 1-го батальйону 96-го піхотного полку, з 19 вересня 1941 року — командир 26-го піхотного полку. 5 березня 1944 року відправлений в командний резерв ОКГ. З 8 вересня по 7 жовтня 1944 року пройшов курс командира дивізії. 9 жовтня 1944 року відряджений до головнокомандувача на Заході. З 7 листопада 1944 року — командир 246-ї народно-гренадерської дивізії. 2 січня 1945 року важко поранений і відправлений на лікування. 5 травня 1945 року взятий в полон британськими військами. 28 серпня 1946 року звільнений. Помер від наслідків поранення.

## Звання
- Доброволець (11 грудня 1914)
- Унтерофіцер (квітень 1915)
- Віце-фельдфебель (21 травня 1915)
- Лейтенант резерву (4 листопада 1915)
- Оберлейтенант резерву запасу (27 квітня 1921)
- Оберлейтенант поліції (1 січня 1922)
- Гауптман поліції (30 червня 1926)
- Гауптман (1 серпня 1935)
- Майор (1 квітня 1936)
- Оберстлейтенант (1 жовтня 1939)
- Оберст (1 березня 1942)
- Генерал-майор (1 січня 1945)

## Нагороди
- Залізний хрест
  - 2-го класу (24 грудня 1915)
  - 1-го класу (13 листопада 1917)
- Почесна грамота (8 жовтня 1917)
- Нагрудний знак «За поранення» в чорному (24 червня 1918)
- Балтійський хрест (11 серпня 1919)
- Знак Західної армії (Російська імперія; 1919)
- Орден Святого Станіслава 3-го ступеня з мечами (Російська імперія; 1919)
- Хрест Левенфельда (31 травня 1920)
- Почесний хрест ветерана війни з мечами (11 січня 1935)
- Медаль «За вислугу років у Вермахті» 4-го, 3-го і 2-го класу (18 років; 2 жовтня 1936) — отримав 3 нагороди одночасно.
- Застібка до Залізного хреста
  - 2-го класу (23 вересня 1939)
  - 1-го класу (29 травня 1940)
- Німецький хрест в золоті (5 або 8 червня 1942)
- Медаль «За зимову кампанію на Сході 1941/42» (13 липня 1942)
- Орден Хреста Свободи 2-го класу з мечами (Фінляндія; 6 червня 1943)
- Лицарський хрест Залізного хреста (27 липня або 28 вересня 1943)